# Hohwald (Sassonia)
Hohwald era un comune tedesco della Sassonia esistito dal 1994 al 2007. Il nome della località derivava dall'area forestale omonima, estesa una trentina di km², tra la Svizzera Sassone e l'Alta Lusazia.

## Storia
Il comune di Hohwald venne creato il 1º gennaio 1994 dalla fusione dei comuni di Berthelsdorf, Rückersdorf e Langburkersdorf. Altre frazioni (Ortsteil) erano Niederottendorf, Oberottendorf e Rugiswalde. 
In occasione del referendum del 13 maggio 2007, gli abitanti si sono espressi a favore della fusione con la città di Neustadt in Sachsen, resa operativa il 1º agosto 2007.